# Березнянка
Березнянка (на украински: Березнянка) е популярен народен танц от Югозападна Украйна Закарпатска област.
Изпълнява се от украински аматьори, професионални ансамбли, както и други изпълнителни на народни танци. Популяризиран е от хореографи като Клара Балох. Характерни за танца са широките движения.